# Glypta aquila
Glypta aquila là một loài tò vò trong họ Ichneumonidae.